# Velika nagrada Monaka 1930
Velika nagrada Monaka 1930 je bila tretja neprvenstvena dirka za Veliko nagrado v sezoni 1930. Odvijala se je 6. aprila 1930 na uličnem dirkališču Circuit de Monaco v Monaku. 

## Prijavljeni dirkači
| Št. | Dirkač                  | Moštvo                     | Konstruktor    | Šasija               | Motor  |
| --- | ----------------------- | -------------------------- | -------------- | -------------------- | ------ |
| 2   | Max Arco-Zinneberg      | Privatnik                  | Mercedes-Benz  | Mercedes-Benz SSK    | 7.1 L6 |
| 4   | Rudolf Caracciola       | Privatnik                  | Mercedes-Benz  | Mercedes-Benz SSK    | 7.1 L6 |
| 6   | Ernst Günther Burgaller | German Bugatti Team        | Bugatti        | Bugatti T37A         | 1.5 L4 |
| 8   | Hans Stuck              | Privatnik                  | Austro-Daimler | Austro-Daimler ADM-R | 3.6 L6 |
| 10  | Emil Frankl             | Privatnik                  | Steyr          | ?                    | 4.5 L6 |
| 12  | Georges Bouriano        | Privatnik                  | Bugatti        | Bugatti T35B         | 2.3 L8 |
| 14  | Juan Zanelli            | Privatnik                  | Bugatti        | Bugatti T35B         | 2.3 L8 |
| 16  | Guy Bouriat             | Automobiles Ettore Bugatti | Bugatti        | Bugatti T35C         | 2.0 L8 |
| 18  | Louis Chiron            | Automobiles Ettore Bugatti | Bugatti        | Bugatti T35C         | 2.0 L8 |
| 20  | Michel Doré             | Privatnik                  | Bugatti        | Bugatti T37A         | 1.5 L4 |
| 22  | René Dreyfus            | Ecurie Friederich          | Bugatti        | Bugatti T35B         | 2.3 L8 |
| 24  | Philippe Étancelin      | Privatnik                  | Bugatti        | Bugatti T35C         | 2.0 L8 |
| 26  | Marcel Lehoux           | Privatnik                  | Bugatti        | Bugatti T35B         | 2.3 L8 |
| 28  | William Grover-Williams | Automobiles Ettore Bugatti | Bugatti        | Bugatti T35C         | 2.0 L8 |
| 30  | Bobby Bowes             | Privatnik                  | Frazer Nash    | ?                    | 1.5 L4 |
| 32  | Luigi Arcangeli         | Officine Alfieri Maserati  | Maserati       | Maserati 26B         | 2.1 L8 |
| 34  | Baconin Borzacchini     | Officine Alfieri Maserati  | Maserati       | Maserati 26B         | 2.0 L8 |
| 36  | Clemente Biondetti      | Scuderia Materassi         | Talbot         | Talbot 700           | 1.5 L8 |
| 38  | Emil Bourlier           | Scuderia Materassi         | Talbot         | Talbot 700           | 1.5 L8 |
| 40  | Enzo Ferrari            | Scuderia Ferrari           | Alfa Romeo     | Alfa Romeo P2        | 2.0 L8 |
| 42  | Goffredo Zehender       | Privatnik                  | Bugatti        | Bugatti T35B         | 2.3 L8 |
| 44  | Veličkovič              | Privatnik                  | Bugatti        | Bugatti T37A         | 1.5 L4 |
| 46  | Hans Stuber             | Privatnik                  | Bugatti        | Bugatti T35C         | 2.0 L8 |
| ?   | Giuseppe Campari        | Scuderia Ferrari           | Alfa Romeo     | Alfa Romeo P2        | 2.0 L8 |

## Štartna vrsta
| Grover-Williams Bugatti |                              |
| Borzacchini Maserati    |                              |
|                         | Stuber Bugatti               |
|                         |                              |
| Bouriat Bugatti         |                              |
| Chiron Bugatti          |                              |
|                         | Zanelli Bugatti              |
|                         |                              |
| Lehoux Bugatti          |                              |
| Zehender Bugatti        |                              |
|                         | Doré Bugatti                 |
|                         |                              |
| Dreyfus Bugatti         |                              |
| Arcangeli Maserati      |                              |
|                         | Étancelin Bugatti            |
|                         |                              |
| Biondetti Talbot        |                              |
| Stuck Austro-Daimler    |                              |
|                         | Arco-Zinneberg Mercedes-Benz |
|                         |                              |
| Bouriano Bugatti        |                              |
| Burgaller Bugatti       |                              |
|                         |                              |